# 1 (The Beatles)
1 è una compilation del gruppo britannico The Beatles, pubblicata il 13 novembre 2000.

## Contenuti
La compilation, prodotta da George Martin come la quasi totalità degli album del gruppo, raccoglie su un unico disco 27 singoli che tra il 1962 e il 1970 raggiunsero la prima posizione nelle classifiche di vendita del Regno Unito o degli Stati Uniti.

## Accoglienza
Con oltre 32 milioni di copie vendute, di cui 13 milioni solo negli Stati Uniti (500 settimane in classifica) 1 è l'album di maggior successo degli anni 2000.
L'album ha raggiunto la prima posizione nella Billboard 200 ed in Svezia per 8 settimane, nella Official Albums Chart, in Australia (dove rimane in classifica 65 settimane), Germania (dove rimane in classifica 56 settimane) e in Italia per 9 settimane (dove rimane in classifica 101 settimane), in Svizzera (dove rimane in classifica 63 settimane), Austria (dove rimane in classifica 55 settimane) e Nuova Zelanda per 7 settimane, in Finlandia per 6 settimane, in Norvegia per 4 settimane ed in Belgio nelle Fiandre dove rimane in classifica 184 settimane e in Vallonia per nove settimane rimanendo in classifica 141 settimane, Canada, Irlanda, Giappone, Paesi Bassi (dove rimane in classifica 93 settimane), Spagna (dove rimane in classifica 91 settimane), Polonia e Sud Corea, la seconda in Danimarca, la quarta in Portogallo e la decima in Francia.

## Tracce

### CD
1. Love Me Do – 2:20
2. From Me to You – 1:55
3. She Loves You – 2:21
4. I Want to Hold Your Hand – 2:23
5. Can't Buy Me Love – 2:12
6. A Hard Day's Night – 2:32
7. I Feel Fine – 2:18
8. Eight Days a Week – 2:44
9. Ticket to Ride – 3:12
10. Help! – 2:16
11. Yesterday – 2:04
12. Day Tripper – 2:40
13. We Can Work It Out – 2:12
14. Paperback Writer – 2:17
15. Yellow Submarine – 2:43
16. Eleanor Rigby – 2:03
17. Penny Lane – 3:00
18. All You Need Is Love – 3:47
19. Hello, Goodbye – 3:24
20. Lady Madonna – 2:18
21. Hey Jude – 7:04
22. Get Back – 3:10
23. The Ballad of John and Yoko – 2:59
24. Something – 3:00 (Harrison)
25. Come Together – 4:24
26. Let It Be – 3:48
27. The Long and Winding Road – 3:38

### Vinile

#### Disco 1 lato A: 1962–64
1. Love Me Do
2. From Me to You
3. She Loves You
4. I Want to Hold Your Hand
5. Can't Buy Me Love
6. A Hard Day's Night
7. I Feel Fine
8. Eight Days a Week

Durata: 18:50

#### Disco 1 lato B: 1965–66
1. Ticket to Ride
2. Help!
3. Yesterday
4. Day Tripper
5. We Can Work It Out
6. Paperback Writer
7. Yellow Submarine
8. Eleanor Rigby

Durata: 19:41

#### Disco 2 lato A: 1967–68
1. Penny Lane
2. All You Need Is Love
3. Hello, Goodbye
4. Lady Madonna
5. Hey Jude

Durata: 19:35

#### Disco 2 lato B: 1969–70
1. Get Back
2. The Ballad of John and Yoko
3. Something
4. Come Together
5. Let It Be
6. The Long and Winding Road

Durata: 21:12

## Copertina
La copertina è rossa con il numero "1" di colore giallo; nella sua versione remixata del 2015 i colori sono invertiti.

## Classifiche
| Classifica (2000) | Certificazione | Vendite   |
| ----------------- | -------------- | --------- |
| Australia         | 10x Platino    | 700 000   |
| Austria           | 3x Platino     | 120 000   |
| Brasile           | Platino        | 250 000   |
| Canada            | Diamante       | 1 000     |
| Europa            | 9x Platino     | 9 000     |
| Finlandia         | 2x Platino     | 75,000    |
| Germania          | 11x gold       | 1 650 000 |
| Giappone          | 8x Platino     | 2 000     |
| Corea             | 20x Platino    | 600,000   |
| Paesi Bassi       | 2x Platino     | 160 000   |
| Nuova Zelanda     | 15x Platino    | 225 000   |
| Norvegia          | 3x Platino     | 120 000   |
| Svezia            | 2x Platino     | 180 000   |
| Svizzera          | 3x Platino     | 120 000   |
| Stati Uniti       | Diamante       | 13 000    |
| Regno Unito       | 13x Platino    | 3 900 000 |

| Anno | Classifica           | Posizione |
| ---- | -------------------- | --------- |
| 2000 | The Billboard 200    | 1         |
| 2001 | The Billboard 200    | 1         |
| 2000 | Parata di album ARIA | 1         |
| 2001 | Parata di album ARIA | 1         |

Vendite Mondiale: 31 000 000+ copie

## Formazione
The Beatles
- George Harrison - chitarra solista, voce, cori, armonie vocali, chitarre
- John Lennon - voce, chitarra ritmica, cori, armonie vocali, chitarra acustica
- Paul McCartney - voce, basso, cori, armonie vocali, pianoforte
- Ringo Starr - batteria, percussioni, voce

Crediti
- George Martin - produttore